# Fruko-Schulz
Fruko-Schulz s.r.o. je česká firma působící v Jindřichově Hradci a zabývající se výrobou alkoholických nápojů od roku 1898. Patří mezi pět největších výrobců lihovin v České republice a je členem Unie výrobců a dovozců lihovin. Společnost navázala na tradici původního výrobce - firmy Moritz Schulz - výroba ovocných vín. Tato firma byla prvním výrobcem ovocných a dezertních vín v Rakousko-Uhersku. S narůstající výrobou vybudoval pan Schulz pro lisovnu ovoce rozsáhlé sklepy se skladovací kapacitou pro ovoce. Popularita a prodejnost jeho vín mu umožnily koupit i pivovar v Kardašově Řečici, kam později přemístil lisovnu barevného ovoce.
Po znárodnění firmy M. Schulz v roce 1948 byl podnik přiřazen ke skupině Jihočeská Fruta se sídlem v Českých Budějovicích, která se skládala z řady dalších závodů s různým výrobním zaměřením. Celkem tato společnost spravovala 6 závodů s orientací na výrobu konzerv, paštik, kečupů atd.
Jindřichohradecký závod se dostal do povědomí obyvatelstva zejména výrobou jindřichohradeckého rumu, který si získal značnou oblibu díky své výtečné kvalitě a chuti. Je znám jako „rum s plachetnicí“, a proto si společnost chrání podobu této plachetnice ochrannou známkou. Závod na výrobu lihovin, ovocných vín a sirupů se však začal postupně osamostatňovat, až se od společnosti Jihočeská Fruta odtrhl úplně. Zřídil si znovu svůj lihovar a lisovnu v Kardašově Řečici a začal se plně rozvíjet.
V roce 1990 vznikl samostatný státní podnik FRUKO Jindřichův Hradec s. p. V roce 1993, kdy v restituci syn původních majitelů Rudolf Schulz dostal zpět provoz v Jindřichově Hradci, vznikla společnost Fruko - Schulz spol. s r.o.
V polovině devadesátých let společnost postupně opustila staré výrobní prostory v historickém centru Jindřichova Hradce a převedla hlavní část výroby do nového objektu na Jiráskově předměstí. V roce 1993 dostal v restituci likérku potomek původních majitelů Rudolf Schulz a v roce 2003 ji od něj odkoupili její manažeři.
Fruko-Schulz byla od roku 2013 v rukou ruského holdingu Ladoga. Ruský holding se stal většinovým vlastníkem společnosti poté, co  v roce 2016 odkoupil podíl Vladislava Blechy a ředitele Josefa Nejedlého.
V roce 2024 se společnost vrátila kompletně do českých rukou. Novým majitelem se stal Český hospodářský holding, který v roce 2024 vlastnil 100 % akcií. Novým jednatelem jindřichohradecké společnosti se stal Radek Bukovský, majitel Českého hospodářského holdingu a dalších společností se zaměřením na strojírenství.